# Anthony - Formidabile formica
Anthony - Formidabile formica (Anthony Ant) è una serie televisiva a cartoni animati prodotta da Funbag Animation Studios e HiT Entertainment.

## Personaggi e doppiatori
| Personaggio | Doppiatore originale | Doppiatore italiano (1º doppiaggio) | Doppiatore italiano (2º doppiaggio) |
| ----------- | -------------------- | ----------------------------------- | ----------------------------------- |
| Anthony     | Alan Marriott        | Patrizio Prata                      | Massimo Di Benedetto                |
| Ruby        | April Ford           | Serena Clerici                      | Serena Clerici                      |
| Kevin       | Dan Russell          | Ivo De Palma                        | Federico Zanandrea                  |
| Alexi       | Melanie Hudson       | Giulia Franzoso                     | Francesca Bielli                    |
| Nonno       | Bob Saker            | Gianni Mantesi                      | Mario Scarabelli                    |
| Terry       | Dan Russell          | Alberto Ferracin                    | Stefano Pozzi                       |
| Billy       | Adrienne Posta       | Elisabetta Cesone                   | Patrizia Mottola                    |
| Conte       | Bob Saker            | Oliviero Corbetta                   | Oliviero Corbetta                   |
| Strega      | Adrienne Posta       | Maddalena Vadacca                   | Maddalena Vadacca                   |

## Episodi
| N° | Titolo originale          | Titolo italiano               | Prima TV originale | Prima TV Italia |
| -- | ------------------------- | ----------------------------- | ------------------ | --------------- |
| 1  | A Knight To Remember      | La pietra magica              | 1º febbraio 1999   | 12 marzo 2000   |
| 1  | The Magic Marble          | Il cavaliere leggendario      | 1º febbraio 1999   | 12 marzo 2000   |
| 2  | Anything You Can Do       | La formica tuttofare          | 2 febbraio 1999    | 19 marzo 2000   |
| 2  | Rustlemania               | Tutti pazzi per il ballo      | 2 febbraio 1999    | 19 marzo 2000   |
| 3  | Dance with Termites       | La danza delle termiti        | 7 febbraio 1999    | 26 marzo 2000   |
| 3  | Kid For A Day             | Umano per un giorno           | 7 febbraio 1999    | 26 marzo 2000   |
| 4  | It's My Party             | Festa per Anthony             | 8 febbraio 1999    | 2 aprile 2000   |
| 4  | The Ant Who would be King | Il re delle formiche          | 8 febbraio 1999    | 2 aprile 2000   |
| 5  | The Big Flood             | La grande alluvione           | 14 febbraio 1999   | 9 aprile 2000   |
| 5  | The Circus                | Il circo                      | 14 febbraio 1999   | 9 aprile 2000   |
| 6  | Jurassic Greenhouse       | Casa, dolce casa              | 21 febbraio 1999   | 16 aprile 2000  |
| 6  | Lost and Found            | La formica perduta            | 21 febbraio 1999   | 16 aprile 2000  |
| 7  | Race Against Time         | Corsa contro il tempo         | 28 febbraio 1999   | 23 aprile 2000  |
| 7  | The Picnic                | Il picnic                     | 28 febbraio 1999   | 23 aprile 2000  |
| 8  | 100 Easy Pieces           | Un formicaio per 100          | 7 marzo 1999       | 30 aprile 2000  |
| 8  | Raiders of the Lost World | I predatori del mondo perduto | 7 marzo 1999       | 30 aprile 2000  |
| 9  | The Sceptre of Antebellum | Lo scettro del formicaio      | 14 marzo 1999      | 7 maggio 2000   |
| 9  | Weevil Fever              | Febbre da insetto             | 14 marzo 1999      | 7 maggio 2000   |
| 10 | The Great Race            | La gara della foresta         | 21 marzo 1999      | 14 maggio 2000  |
| 10 | The Rescue Party          | Missione di soccorso          | 21 marzo 1999      | 14 maggio 2000  |
| 11 | Air Ant                   | La formica volante            | 28 marzo 1999      | 21 maggio 2000  |
| 11 | Antastic Voyage           | Viaggio nel formicaio         | 28 marzo 1999      | 21 maggio 2000  |
| 12 | Antastic Adventure        | La grande impresa             | 4 aprile 1999      | 28 maggio 2000  |
| 12 | Walk Like an Egyptian     | La marcia delle formiche      | 4 aprile 1999      | 28 maggio 2000  |
| 13 | Quest for Sugar           | A caccia di zucchero          | 11 aprile 1999     | 4 giugno 2000   |
| 13 | The Treasure is Mine      | Il tesoro della foresta       | 11 aprile 1999     | 4 giugno 2000   |
| 14 | Green-House Blues         |                               | 18 aprile 1999     |                 |